# Bueng Kan (provincie)
Bueng Kan is een provincie in de Thaise regio Isaan. De hoofdstad is Bueng Kan. De provincie bestaat sinds 23 maart 2011, toen ze werd afgesplitst van de provincie Nong Khai. 
In de provincie ligt het nationale park Phu Sang, waarin verschillende rotsformaties staan, waaronder Hin Sam Wan (Drie Walvissen Rots).

## Provinciale symbolen
|  | Het provinciale zegel van Bueng Kan. |

## Indeling

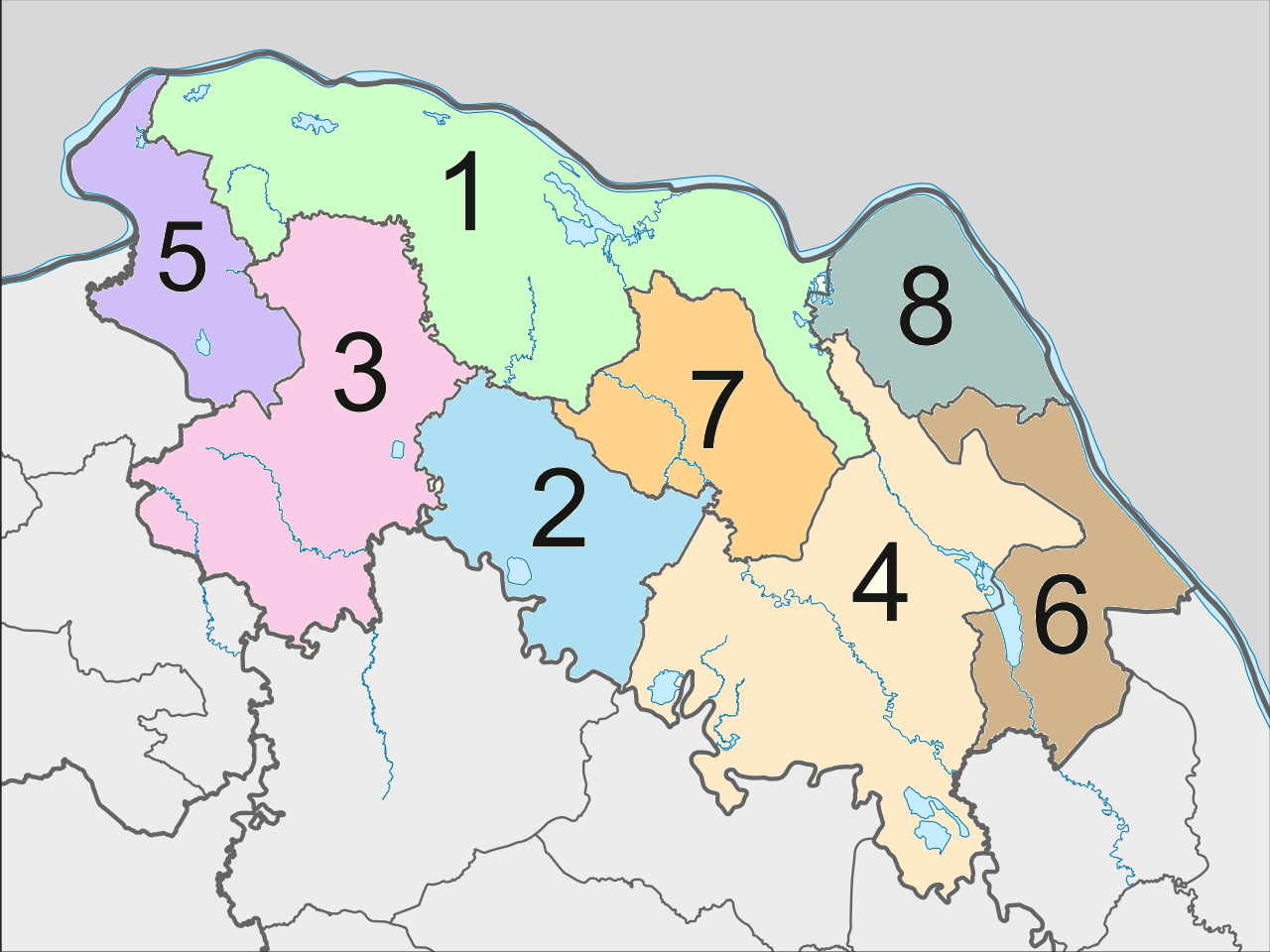
De provincie Bueng Kan met acht districten

De changwat is verdeeld in acht districten (amphoe), die verder verdeeld zijn in 53 subdistricten (tambon) en 615 dorpen (muban).
De districten:
1. amphoe Mueang Bueng Kan
2. amphoe Phon Charoen
3. amphoe So Phisai
4. amphoe Seka
5. amphoe Pak Khat
6. amphoe Bueng Khong Long
7. amphoe Si Wilai
8. amphoe Bung Khla